# Amor & pasión
Amor & pasión è il settimo album in studio del gruppo musicale britannico Il Divo, pubblicato il 28 ottobre 2015 dalla Syco Music e dalla Sony Music.

## Descrizione
L'album è costituito da 12 brani realizzati originariamente da svariati artisti ed interpretati in lingua spagnola, tra cui Por una cabeza di Carlos Gardel e Alfredo Le Pera, Bésame mucho del compositore Consuelito Velázquez, ¿Quien será? di Pablo Beltrán Ruiz e Luis Demetrio e l'emblematica Himno de la Alegría (Ode to Joy).

## Registrazione
Durante il mese di luglio 2015, Il Divo ha avviato la campagna fotografica per il suo settimo album e registrare un nuovo video per le strade della città di Tepoztlan in Messico, sotto la produzione di CTT Exp & Rentals.

## Tracce
1. Por una cabeza – 3:45 (Carlos Gardel; Alfredo Le Pera)
2. Abrázame – 3:29 (Julio Iglesias; Rafael Ferro Garcia)
3. Don't Wanna Lose You (Si voy a perderte) – 4:49 (Gloria Estefan)
4. Quizás, quizás, quizás (Perhaps, Perhaps, Perhaps) – 3:16 (Osvaldo Farrés)
5. Bésame mucho – 2:51 (Consuelo Velázquez)
6. Quién será (Swan) – 3:01 (Pablo Beltrán Ruiz; Luis Demetrio)
7. Volver – 3:13 (Carlos Gardel)
8. Historia de un amor – 3:50 (Carlos Eleta Almarán)
9. Eres tú – 4:05 (Juan Carlos Calderón)
10. Contigo en la distancia – 2:52 (César Portillo de la Luz)
11. To All the Girls I've Loved Before (A las mujeres que amé) – 4:33 (Hal David; Albert Hammond)
12. Himno de la alegría (Ode to Joy) – 3:42 (Ludwig van Beethoven; Amado Regueiro Rodríguez; Osvaldo Nicolás Ferraro Gutierrez)

## Formazione
Gruppo
- Sébastien Izambard – tenore
- David Miller – tenore
- Urs Bühler – tenore
- Carlos Marín – baritono

Altri musicisti
- Dan Warner – chitarra
- Guillermo Vadalá – basso
- Julio Reyes Copello – pianoforte, programmazione, arrangiamento
- Richard Bravo – percussioni
- David Alsina – bandoneón
- Juan Camilo Arboleda – arrangiamento
- Alberto Quintero – arrangiamenti orchestrali, percussioni
- Carlos Fernando López – arrangiamenti orchestrali, programmazione
- Ricardo López Lalinde – programmazione

Produzione
- Julio Reyes Copello – produzione
- Alberto Quintero – ingegneria, missaggio
- Jan Holzer, Vitek Kral, Andrés Bermúdez, Gabriel Saientz Bandoneón, Carlos Ferzando López, David Alsina, Ricardo López Lalinde, María Elisa Ayerbe – ingegneria
- Dick Beetham – mastering